# Região Geográfica Imediata de São Benedito-Ipu-Guaraciaba do Norte-Tianguá
A Região Geográfica Imediata de São Benedito-Ipu-Guaraciaba do Norte-Tianguá é uma das dezoito regiões imediatas do estado brasileiro do Ceará, e uma das quatro regiões imediatas que compõem a Região Geográfica Intermediária de Sobral e uma das 509 regiões imediatas no Brasil, criadas pelo IBGE em 2017.
É composta por onze municípios, sendo que o mais populoso é Tianguá.

## Municípios
- Carnaubal
- Croatá
- Guaraciaba do Norte
- Ibiapina
- Ipu
- Ipueiras
- Pires Ferreira
- São Benedito
- Tianguá
- Ubajara
- Viçosa do Ceará